# Freedom Writers
Freedom Writers (titulada en español: Diarios de la calle; El diario de los escritores de la libertad o Escritores de libertad o El diario de los escritores libres) es una película dramática estadounidense de 2007 escrita y dirigida por Richard LaGravenese y protagonizada por Hilary Swank, Scott Glenn, Imelda Staunton, Patrick Dempsey, April Lee Hernández y Mario.
Está basada en el libro El diario de los escritores libres de la profesora Erin Gruwell, quien escribió la historia basada en la Escuela Secundaria Woodrow Wilson Classical en Long Beach, California. La película también se basa en el programa de D.C., llamado City at Peace. El título es un juego sobre el término "Jinetes de la libertad", que se refiere a los activistas multirraciales de los derechos civiles que probaron la decisión de la Corte Suprema de los Estados Unidos, que ordenó la desegregación de los autobuses interestatales en 1961.

## Trama
En 1994, en Long Beach, California, la maestra Erin Gruwell (Hilary Swank) fue aceptada para enseñar inglés a estudiantes en riesgo de muerte en Woodrow Wilson High School, una escuela que alguna vez fue muy aclamada, pero donde las tensiones raciales han aumentado desde los disturbios de Los Ángeles en 1992. Erin lucha para conectarse con sus estudiantes y experimenta numerosas peleas entre algunos de ellos, que están en pandillas narco rivales.
Una noche, una alumna, Eva Benítez (April Lee Hernández), su novia y un amigo van a una tienda de conveniencia. Sindy, una refugiada camboyana y compañera de clase de Eva, frecuenta la misma tienda. Grant Rice (Armand Jones), un estudiante afrodescendiente de Woodrow Wilson, frustrado por perder un juego de ta-te-ti, exige un reembolso del propietario de la tienda. Cuando Grant sale de la tienda, Paco (como represalia por perder una pelea contra Grant que tuvo lugar antes durante una pelea de pandillas narco en Woodrow Wilson), intenta  matarlo, pero falla y accidentalmente asesina a un amigo de Sindy. Como testigo, Eva debe testificar en la corte; ella tiene la intención de proteger "lo suyo" en su testimonio.
En la escuela la maestra Gruwell intercepta un dibujo obsceno de uno de sus estudiantes de secundaria y lo utiliza para enseñarles sobre el Holocausto, sobre lo cual la mayoría de los cuales no tienen conocimiento. Poco a poco comienza a ganarse su confianza y les compra libros de composición para escribir sus diarios, en los que hablan de sus experiencias de abuso, de muerte de sus amigos y de desalojos. Determinada a reformar a sus estudiantes de secundaria, Gruwell asume dos trabajos de medio tiempo para pagar más libros y pasa mucho más tiempo en la escuela, para decepción de su esposo Scott (Patrick Dempsey). Sus alumnos comienzan a comportarse con respeto y descubren mucho más. Una transformación es específicamente visible en un estudiante, Marcus (Jason Finn). Gruwell invita a varios sobrevivientes del Holocausto judío a hablar con su clase sobre sus experiencias y requiere que los estudiantes asistan a una excursión al Museo de la Tolerancia. Mientras tanto, sus métodos de enseñanza son despreciados por sus colegas, incluso por la jefa de departamento educativo, Margaret Campbell (Imelda Staunton).
Llega el siguiente año escolar, y Gruwell le enseña a su clase (ahora estudiantes de segundo año) nuevamente. En el primer día del semestre, Gruwell hace que su clase haga un "brindis por el cambio", permitiendo que todos se expresen sobre sus problemas y sobre lo que desean cambiar sobre ellos mismos. Más tarde, la clase gana suficiente dinero para que la Sra. Miep Gies (Pat Carroll), viaje a los Estados Unidos y cuente su experiencia cuando ayudó a Ana Frank, a su familia y los Van Pels a esconderse de los nazis; luego ella también convence a los estudiantes de que son héroes y que "dentro de sus propias pequeñas maneras, pueden encender una pequeña luz en una habitación oscura". Estos dos eventos inspiran a Eva a liberarse de las demandas de su padre para protegerla siempre, en lugar de decir la verdad. En el juicio de Grant, ella conmociona la sala del tribunal al revelar que Paco (Will Morales), en realidad mató al novio de Sindy en la tienda; Grant se libra de ser condenado y Sindy más tarde perdona a Eva. Al salir de la cancha Eva es atacada y amenazada por los miembros de su antigua banda, pero en última instancia, le perdonan la vida por respeto a su padre y termina por vivir con su tía para mantenerse a salvo.
Mientras tanto, Gruwell les pide a sus estudiantes que escriban sus diarios en forma de libro. Ella compila las entradas y lo llama "The Freedom Writers Diary". Su esposo se divorcia de ella y Margaret le dice que no puede enseñar a sus estudiantes para su primer año. Gruwell lucha contra esta decisión y, finalmente, convence al superintendente de que le permita enseñar a sus estudiantes durante sus años junior y sénior. La película termina con una nota en la que se cuenta cómo Gruwell preparó con éxito a numerosos estudiantes de secundaria para graduarse de la preparatoria y asistir a la universidad, para muchos de los primeros en sus familias que lo hicieron.

## Actores
- Hilary Swank como Erin Gruwell.
- Scott Glenn como Steve Gruwell, el padre de Erin.
- Maynor Mejia is a principal/

Imelda Staunton como Margaret Campbell.
- Patrick Dempsey como Scott Casey.
- Mario como Andre Bryant.
- April Lee Hernández como Eva Benítez.
- Robert Wisdom como el doctor Carl Cohn.
- John Benjamin Hickey como Brian Gelford.
- Pat Carroll como Miep Gies.
- Hunter Parrish como Ben Samuels.
- Jason Finn como Marcus.
- Vanetta Smith como Brandy Ross.
- Jaclyn Ngan como Sindy Ngor.
- Antonio Garcia como Miguel.
- Kristin Herrera como Gloria Munez.
- Gabriel Chavarria como Tito.
- Giovonnie Samuels como Victoria.
- Deance Wyatt como Jamal Hill.
- Sergio Montalvo como Alejandro Santiago.
- Will Morales como Paco.
- Cuba Gooding Jr. como hombre en taxi #2.
- Ricardo Moline como el padre de Eva.
- Angela Alvarado como la madre de Eva.
- Angela Sargeant como la madre de Marcus.
- Chil Kong como dueño de la tienda.
- Armand Jones como Grant Rice.

## Lanzamiento
Freedom Writers ha tenido un ingreso bruto de $36,605,602 y ha tenido un bruto extranjero de $6,485,139 llevando la película a un total bruto de $ 43,090,741 en todo el mundo. En el primer fin de semana de la película, recaudó un total de $ 9,405,582 en el 4.º puesto detrás de Children of Men (3.ª), En busca de la felicidad (2.ª) y Noche en el museo (1.ª).

## Recepción
Freedom Writers ha recibido críticas mayormente positivas de los críticos. El sitio web del agregador de comentarios Rotten Tomatoes proporciona enlaces a 124 comentarios, 70% de los cuales son positivos. El consenso crítico es que "Freedom Writers es una entrada franca y formal en el inspirador género del interior de la ciudad, con una enérgica Hilary Swank, que lidera el atractivo conjunto de incógnitas". Otro agregador de revisiones, Metacritic, que asigna un puntaje promedio ponderado de 100 a las críticas de los críticos convencionales, calculó un puntaje promedio de 64/100 basado en 29 revisiones, indicando "revisiones generalmente favorables". Cynthia Fuchs, de Common Sense Media, dio a la película tres de cada cinco estrellas, y escribió en su reseña que "la trama es predecible, los actores son demasiado viejos para interpretar a los estudiantes de secundaria y el ritmo es demasiado lento. Y realmente, la cámara da vueltas profundamente "Pensar se enfrenta a demasiadas veces. Pero Freedom Writers también aboga por escuchar a los adolescentes. Eso en sí mismo lo convierte en una cosa rara y casi maravillosa". La película recibió una calificación positiva de Fox Weekly, dando a la película un 9 sobre 10.
Chloé Valdary dice que ver el filme la inspiró a volverse políticamente activa.

## Banda sonora
Common prestó su talento a la banda sonora con "A Dream", protagonizada por el rapero y cantante will.i.am, que es integrante de The Black Eyed Peas. La banda sonora también incluye la canción del rapero Tupac Shakur "Keep Ya Head Up".
Las secciones instrumentales de "Breathe Me" de la cantante australiana Sia acompañan el tráiler televisivo de la película.
La banda sonora de Freedom Writers contiene las siguientes canciones :
- "A Dream" by Common featuring will.i.am
- "Listen!!!" by Talib Kweli
- "It’s R Time" by Jeannie Ortega
- "When the Ship Goes Down" by The Cypress Hill
- "Hip Hop Hooray" by Naughty by Nature
- "Keep Ya Head Up" by Tupac Shakur (2Pac)
- "Code of the Streets" by Gang Starr
- "Rebirth of Slick (Cool Like Dat)" by Digable Planets
- "Officer" by Pharcyde
- "This is How We Do It" by Montell Jordan
- "Colours" by will.i.am
- "Bus Ride" by will.i.am
- "Riots" by will.i.am
- "Eva’s Theme" by Mark Isham
- "Anne Frank" by Mark Isham